# Symbrenthia
Symbrenthia — рід денних метеликів родини сонцевиків (Nymphalidae). Поширений в Південно-Східній Азії від Кашміру на заході до Сулавесі на сході.

## Опис
Метелики невеликого або середнього розміру, строкаті, часто помаранчеві та темно-коричневі. Заднє крило має в задньому куті косо спрямований назовні шип. Нижня сторона крила яскраво забарвлена в білий, чорний і помаранчевий кольори.
Метелики люблять відвідувати квіти. Личинки живуть на рослинах родини кропивових (Urticaceae).

## Види
Включає 16 видів:
- Symbrenthia anna Semper, 1888
- Symbrenthia brabira Moore, 1872
- Symbrenthia doni (Tytler, 1940)
- Symbrenthia hippalus C. & R. Felder, 1867
- Symbrenthia hippoclus (Cramer, 1779)
- Symbrenthia hypatia (Wallace, 1869)
- Symbrenthia hypselis (Godart, 1824)
- Symbrenthia hysudra Moore, 1874
- Symbrenthia intricata Fruhstorfer, 1897
- Symbrenthia javanus Staudinger, 1897
- Symbrenthia lilaea (Hewitson, 1864)
- Symbrenthia niphanda Moore, 1872
- Symbrenthia platena Staudinger, 1897
- Symbrenthia silana de Nicéville, 1885
- Symbrenthia sinoides Hall, 1935
- Symbrenthia viridilunulata Huang & Xue, 2004